# Gut Bischhausen
Gut Bischhausen ist ein aus einer ehemaligen Spornburg hervorgegangener Gutshof in Bischhausen, heute Teil der Kernstadt Witzenhausen im Werra-Meißner-Kreis in Nordhessen. Das auf einer terrassenartigen Anhöhe über der Werra gelegene Gut war früher Sitz der adeligen Familie von Bischoffshausen.

## Geographie
Der Gutshof liegt nördlich der Werra, etwa 1,5 Kilometer nordwestlich der Kernstadt von Witzenhausen, und oberhalb des ehemaligen Dorfs Bischhausen (1928 nach Witzenhausen eingemeindet) auf einem Bergsporn, der als Ausläufer der nördlich gelegenen Bergkuppe Badenstein und des durch das Tal des hier in die Werra einmündenden Wolfsbachs gebildet wird. In der Talaue unterhalb verläuft die Bundesstraße 80, die Bahnstrecke Halle–Hann Münden führt im Norden auf einem Damm vorbei.

## Geschichte
Die frühe Geschichte im 9. bis 12. Jahrhundert liegt im Dunkeln, da bei den erhaltenen Urkunden unsicher ist, ob sie sich nicht auf den nahe gelegenen gleichnamigen Ort Bischhausen bei Waldkappel im Wehretal beziehen. Möglicherweise ist aber eine Urkunde, in der Kaiser Karl der Große um 800 dem Kloster Hersfeld das Dorf Biscofeshusun schenkte, schon auf diesen Ort zu beziehen. Der Name Bisch(ofs)hausen deutet, wie auch die Tatsache, dass der Ort im Mittelalter Sitz eines Erzpriesters war, auf Besitzungen des Mainzer Erzbischofs am Ort hin. Ein „castrum Bischoueshusen“ wird aber erst in einer Lehensurkunde der Landgrafen Hessen-Kassel von 1308 erstmals erwähnt. Darin wird festgelegt, dass die Burg nach dem Tode des Inhabers Friedrich von Rosdorf an die Landgrafen zurückfallen solle. Als Burgmannen werden genannt Heinrich von Kreuzburg, Heinrich, Detmar und Georg von Stockhausen sowie Bertram und Walter von Hundelshausen. 1338 verpfändete der Landgraf die Burg für 407 Mark Silber an vier Brüder der Familie von Berlepsch. 1372 erhielten die Brüder Segeband, Willekin und Hermann von „Bischofishusin“, Heinrich von Kreuzburg und die Brüder Otto und Heinrich von Stockhausen die Burg Bischoffshausen mit allem Zubehör von den Landgrafen Heinrich II. (dem „Eisernen“) und Hermann II. für 35 Mark Silber versetzt. Nachdem die von Bischoffshausen im Sternerkrieg auf der Seite des Landgrafen verblieben, wurde der Pfandbesitz der Burg 1379 zum Dank in ein erbliches Lehen umgewandelt. Die Benennungen im 14. Jahrhundert als castrum (1308), hus (1370) bzw. sloß (1393) belegen den Burgencharakter, wogegen bis ins 11. Jahrhundert in den Urkunden der Name nur als villa (um 800, 1093) verzeichnet ist.
Die Herren von Bischoffshausen verblieben bis in die Neuzeit im Besitz der Burg und des späteren Gutshofs. In den Kriegen der Landgrafen mit den Welfen, die in der Region Gebietsansprüche geltend machten, wurde die Burg mehrfach belagert und erstürmt. Auch im Dreißigjährigen Krieg wurde Bischhausen, wie das gesamte Werraland, durch Einquartierungen und Plünderungen schwer getroffen. Das Dorf Bischhausen wurde in dieser Zeit zeitweilig ganz aufgegeben und war unbewohnt. Die Herren von Bischoffshausen mussten zur Auslösung ihres Stammsitzes hohe Kontributionen zahlen. Die Burggebäude wurden von der Familie bis 1812 bewohnt, später als Pachthof vergeben. Durch Brände 1827 und 1830 wurde ein Teil der alten Bausubstanz zerstört, darunter auch die Obergeschosse des heutigen, früher turmartigen Herrenhauses. Um 1830 wurde der Burgturm niedergelegt. Die Topographie des Geländes unterhalb der Burg wurde beim Bau der Eisenbahn 1869 stark verändert. Vorher war die Werraaue westlich des Guts sumpfig und unpassierbar gewesen, die alte Straße verließ nahe der Burg das Flusstal und überquerte die Passhöhe zwischen dem Badenstein und Rabenstein in Richtung auf das Dorf Albshausen.

## Bauten

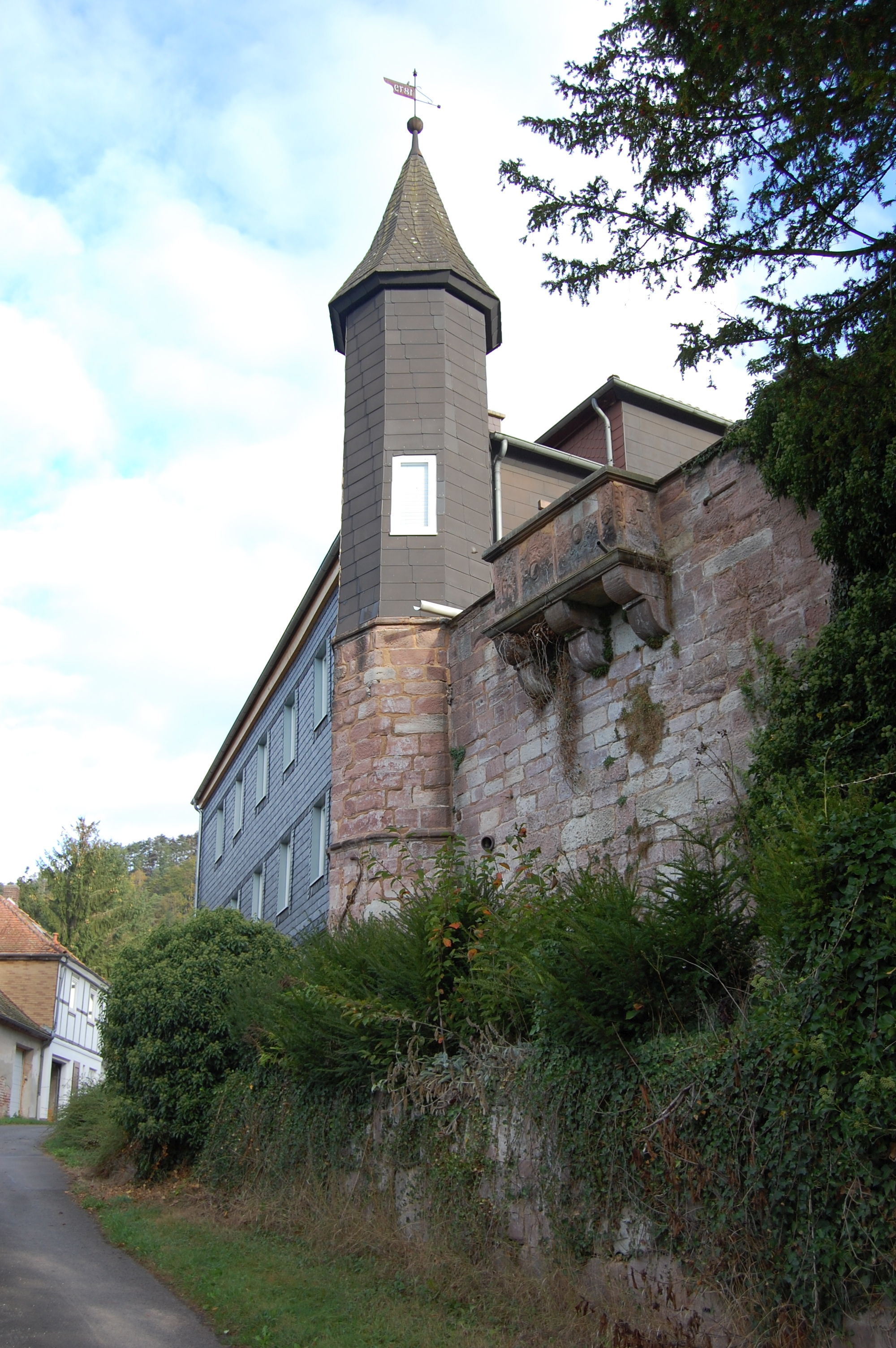
Gut Bischhausen: Herrenhaus mit Ecktürmchen und Burgmauerreste mit eingemauertem Balkon

Der Gutshof besteht aus den hufeisenförmig um einen freien Platz angelegten Wirtschaftsgebäuden und dem frei stehend auf der vierten Seite über der ansteigenden Zufahrt liegenden Herrenhaus. Die dreiseitig angeordneten Wirtschaftsgebäude stammen im Kern aus dem 17. Jahrhundert, ihre in Fachwerkbauweise errichteten Obergeschosse wurden im 19. Jahrhundert erneuert. Das schlichte und fast schmucklose Herrenhaus besteht aus Sandstein-Quadermauerwerk. Das Untergeschoss datiert vermutlich aus dem 16., das aufgehende Mauerwerk aus dem 17. Jahrhundert. Auf der Feldseite ist der Bau durch ein schlankes Ecktürmchen mit steilem Kegeldach akzentuiert. In der sich an den Eckturm entlang des Spornverlaufs anschließenden Umfassungsmauer, vermutlich Reste der Burgmauer, ist ein Balkon mit unleserlichen Wappenresten eingelassen. Das Portal des Herrenhauses zeigt eine oben rundbogige Sandsteinfassung, in deren Ecken befinden sich die Wappenschilder der Familien von Bischoffshausen und von Bodenhausen.
Im Südosten des Gutshofsgeländes, und damit eher auf diesen als auf das Dorf bezogen, steht die evangelische Pfarrkirche von Bischhausen aus dem Jahr 1774, ein schmuckloser, bescheidener rechteckiger Bau aus Bruchsteinmauerwerk und Eckquadern, mit großen, oben rundbogigen Fenstern, abgeschlossen von einem Walmdach und einem kleinen Glockenturm. Der einfache Saal besitzt im Inneren eine zweiseitige Empore.